# EMCD
EMCD es la marca operativa de Blockchain Technical L.L.C-FZ, una empresa de minería de criptomonedas y tecnología financiera con sede en Dubái, Emiratos Árabes Unidos.
La compañía opera uno de los mayores pools de minería de Bitcoin del mundo y ofrece un monedero digital multimoneda, un programa de ahorros llamado «Coinhold», una plataforma de intercambio peer-to-peer y préstamos respaldados por criptomonedas, con características como almacenamiento en frío, autenticación de dos factores y prácticas alineadas con estándares ISO.

## Historia
EMCD fue fundada en 2018 por el empresario Michael Jerlis, tras el lanzamiento inicial de su pool de minería de Bitcoin en 2017 por un grupo de mineros tempranos. El pool comenzó con capacidad limitada y buscó competir con operadores mayores ofreciendo infraestructura optimizada y mecanismos de pago eficientes.
Para 2020 se posicionó entre los diez principales pools de Bitcoin a nivel mundial por hashrate. En 2019 y 2020 la compañía amplió el soporte a altcoins como Litecoin, Ethereum Classic, Dash, Dogecoin y Bitcoin Cash. Para reducir la latencia y mejorar el rendimiento, EMCD extendió su infraestructura de servidores a varios países, incluidos Rusia, Kazajistán, China, Estados Unidos y diversas ubicaciones en Europa. En 2021 la empresa fue nombrada «Best Mining Service» en la conferencia Blockchain Life.
Ese mismo año la compañía amplió su oferta con un monedero digital multimoneda, el producto de ahorros Coinhold y una plataforma de intercambio P2P.
En 2024 recibió el premio «Best Mining Pool 2024» en la conferencia TerraCrypto. Ese año Chainalysis la clasificó como el 7.º pool de minería de Bitcoin más grande del mundo y Webopedia la incluyó entre los 10 mejores pools en 2025.
Para 2024 EMCD reportó más de 200.000 usuarios y un hashrate del pool cercano a 19.8 exahashes por segundo (EH/s), representando aproximadamente el 2 % de la red global de Bitcoin. La compañía también anunció una asociación de hardware co-marcado con el fabricante suizo Tangem.

## Asociaciones y actividades públicas
A principios de 2022 EMCD respondió públicamente a una propuesta del Banco Central de Rusia para prohibir la minería de criptomonedas, abogando por un marco regulatorio en lugar de la prohibición.
En 2023 EMCD colaboró con Kaspa (KAS), integrando la minería de Kaspa en su pool y cooperando con la comunidad de Kaspa. En noviembre de 2024 EMCD se asoció con Tangem para lanzar una wallet fría co-marcada dirigida a mineros.
EMCD reportó colaboraciones con Tangem, Kaspa y Mining World en su resumen de hitos de 2024, destacando más de 100.000 nuevos registros de usuarios y la minería de aproximadamente 50.000 monedas ese año. Además, figura como socio minero en OneMiners y organizó una serie de webinars a finales de 2024 en colaboración con Bitcoin Mining World.
La compañía participa con frecuencia en conferencias de criptomonedas en Europa del Este y Asia Central, y ha expuesto en eventos como TerraCrypto y Blockchain Life en Moscú.
EMCD también ha colaborado con fabricantes de equipos de minería como Bitmain y distribuidores regionales para ofrecer descuentos en equipamiento a mineros de su pool, y mantiene un programa de referidos con blogueros, influencers y operadores de granjas de minería.

## Servicios
EMCD Pool — Pool de minería multi-moneda (lanzado en 2018 tras desarrollo inicial en 2017) que permite a los participantes aportar potencia de hash para minar Bitcoin y altcoins. Emplea el modelo de recompensa Full Pay-Per-Share Plus (FPPS+), cobra una comisión estándar del 1.5 % y ofrece pagos diarios con umbral de retiro bajo. Dispone de un algoritmo de auto-switching que direcciona la potencia de hash hacia la cadena SHA-256 más rentable y convierte las recompensas a Bitcoin para la distribución. Herramientas de monitorización en tiempo real (bot de Telegram y Watcher-link) permiten seguimiento del rendimiento.
EMCD P2P Exchange es una plataforma de compraventa de criptomonedas peer-to-peer lanzada en 2022 como parte de la expansión del ecosistema de EMCD. Permite a los usuarios comprar y vender activos digitales directamente entre sí, utilizando un sistema de escrow que asegura las transacciones hasta la confirmación del pago.
Coinhold, también conocido como EMCD Earn, es un producto de ahorro en criptomonedas introducido en 2022 para ofrecer a los usuarios ingresos pasivos a partir de sus tenencias digitales. El servicio admite depósitos flexibles y a plazo fijo, con opciones que van de 30 a 360 días. Las cuentas flexibles permiten retiradas en cualquier momento a cambio de menores rendimientos, mientras que los depósitos a plazo ofrecen tasas anuales más altas (APY). Los activos admitidos incluyen Bitcoin, Litecoin, Bitcoin Cash, Ethereum Classic, USDT y USDC. EMCD anuncia rendimientos de hasta un 8 % anual en criptomonedas y de entre un 12–14 % en stablecoins, dependiendo del activo y del plazo. Los intereses se calculan diariamente y se abonan mensualmente, con opciones de reinversión disponibles. Coinhold está integrado en la aplicación Wallet de EMCD y permite transferir saldos —incluidas las recompensas mineras— directamente a los ahorros.
La EMCD Wallet es una cartera de custodia multicriptomoneda introducida entre 2021 y 2022 dentro del ecosistema de la compañía. Disponible en versión web, iOS y Android, admite más de 20 activos digitales, entre ellos Bitcoin, Ethereum, Litecoin, Bitcoin Cash, Dash, Dogecoin, Ethereum Classic, Toncoin, tokens basados en TRON, Kaspa, así como las stablecoins USDT y USDC. Funciona como una interfaz unificada para almacenar, intercambiar y retirar criptomonedas, ofreciendo funciones como swaps integrados, transferencias internas entre servicios de EMCD y retiradas fiduciarias mediante Visa y MasterCard en las regiones compatibles. La Wallet permite transferencias internas gratuitas, incluidas las recompensas mineras hacia Coinhold, y ofrece retiradas sin comisiones de red en determinadas condiciones.
Alojamiento de hardware de minería: EMCD presta servicios de minería llave en mano a través de su servicio EMCD Complex. Este permite a los clientes desplegar equipos de minería en instalaciones propias de EMCD o en centros de datos asociados, encargándose la compañía de la instalación, mantenimiento y monitorización.
Firmware personalizado para mineros ASIC: EMCD ha desarrollado firmware propietario para diversos modelos de Antminer, incluidos S19, S17, T17 y L3+. Este software mejora el rendimiento optimizando el consumo energético y aumentando el hashrate. Los usuarios pueden acceder e instalar el firmware a través de la página oficial de EMCD.
Herramientas de rentabilidad minera: la plataforma ofrece calculadoras de rentabilidad y herramientas analíticas para ayudar a los usuarios a evaluar y optimizar sus operaciones de minería.

## Tecnología y seguridad
La infraestructura principal de minería de EMCD emplea el modelo de recompensas Full Pay-Per-Share Plus (FPPS+), que distribuye tanto los subsidios de bloque como las comisiones de transacción, con el objetivo de proporcionar ingresos más estables a los mineros. Un mecanismo de conmutación algorítmica dirige automáticamente la potencia de hash hacia las cadenas SHA-256 más rentables (como BTC o BCH), consolidando las recompensas en pagos en Bitcoin. Para dar servicio a una base de usuarios global, los servidores del pool están distribuidos entre Asia, Europa y Norteamérica. Las herramientas de monitorización en tiempo real —incluido un bot de Telegram y la función Watcher-link— permiten a los mineros seguir su rendimiento. EMCD declara una disponibilidad superior al 99,9 % y ofrece múltiples esquemas de pago (FPPS, PPS+, PPLNS), con reseñas independientes que destacan su fiabilidad y adecuación tanto para principiantes como para mineros experimentados.
Más allá de la minería, EMCD ofrece servicios financieros de custodia a través de su Wallet multicriptomoneda y del programa de ahorro Coinhold, ambos protegidos mediante cifrado, autenticación en dos pasos y auditorías de seguridad periódicas. Los fondos de los usuarios se mantienen predominantemente en cold storage, mientras que la Wallet admite más de 20 criptomonedas e incluye funciones de intercambio de activos integrado y transferencias internas gratuitas hacia otros módulos de EMCD (intercambio P2P, Coinhold). La plataforma P2P utiliza un sistema de escrow para proteger las operaciones hasta la confirmación del pago. Entre las medidas adicionales de infraestructura se encuentran el soporte multilingüe y la protección contra ataques DDoS a través de Cloudflare.Asimismo, EMCD pone a disposición herramientas propias —como una calculadora de rentabilidad minera y un firmware optimizado para Antminer S17/S19— que mejoran tanto la eficiencia de los dispositivos como la experiencia del usuario.